# Кастилья, Хуан
Хуа́н Андре́с Касти́лья Лоса́но (исп. Juan Andres Castilla Lozano; род. 27 июля 2004, Кали) — колумбийский футболист, полузащитник клуба «Депортиво Кали».
Кастилья родился в Колумбии, но переехал в США вместе с семьей в возрасте 3 лет.

## Клубная карьера
Кастилья впервые присоединился к академии клуба MLS «Хьюстон Динамо» в 2016 году в возрасте 11 лет. Некоторое время он тренировался в Испании и в академии «Коламбус Крю», прежде чем вернуться в «Динамо» в 2019 году. 14 июня 2020 года «Хьюстон Динамо» подписал с Кастильей контракт по правилу доморощенного игрока, вступавший в силу 1 января 2021 года. 15-летний Кастилья стал самым юным доморощенным игроком в истории клуба. Его профессиональный дебют состоялся 31 октября 2021 года в матче против «Колорадо Рэпидз», в котором он вышел на замену на 89-й минуте вместо Мемо Родригеса.
23 июля 2023 года Кастилья перешёл в клуб чемпионата Колумбии «Депортиво Кали».

## Международная карьера
В начале 2023 года в составе молодёжной сборной Колумбии Кастильо принял участие в домашнем молодёжном чемпионате Южной Америки. На турнире он сыграл в матчах против команд Перу, Аргентины, Уругвая, Венесуэлы, Эквадора, а также дважды Парагвая и Бразилии. 
В том же году Кастильо принял участие в молодёжном чемпионате мира в Аргентине. На турнире он сыграл в матчах против сборных Японии, Сенегала, Словакии и Италии.
В 2023 году в составе олимпийской сборной Колумбии Кастильо принял участие в домашних Панамериканских играх. На турнире он сыграл в матчах против команд Гондураса, Бразилии, США и Уругвая.